# Termas de São Vicente (freguesia)
A Freguesia de Termas de São Vicente é uma freguesia portuguesa do Município de Penafiel, com 10,21 km² de área e 4758 habitantes (censo de 2021) A sua densidade populacional é 466 hab./km²

## História
Foi constituída em 2013, no âmbito de uma reforma administrativa nacional, pela agregação das antigas freguesias de Paredes, Pinheiro e Portela.

## Demografia
A população registada nos censos foi:
| Distribuição da População por Grupos Etários | Distribuição da População por Grupos Etários | Distribuição da População por Grupos Etários | Distribuição da População por Grupos Etários | Distribuição da População por Grupos Etários |
| -------------------------------------------- | -------------------------------------------- | -------------------------------------------- | -------------------------------------------- | -------------------------------------------- |
| Ano                                          | 0-14 Anos                                    | 15-24 Anos                                   | 25-64 Anos                                   | > 65 Anos                                    |
| 2001                                         | 1061                                         | 812                                          | 2563                                         | 469                                          |
| 2011                                         | 960                                          | 678                                          | 2739                                         | 578                                          |
| 2021                                         | 626                                          | 640                                          | 2636                                         | 856                                          |

À data da junção das freguesias, a população registada no censo anterior (2011) foi:
| Freguesia atual       | Freguesia atual  | Freguesia atual | Freguesias antigas | Freguesias antigas | Freguesias antigas |
| Freguesia             | População (2011) | Área (km²)      | Freguesia          | População (2011)   | Área (km²)         |
| --------------------- | ---------------- | --------------- | ------------------ | ------------------ | ------------------ |
| Termas de São Vicente | 4955             | 10,21           | Pinheiro           | 2431               | 4,41               |
| Termas de São Vicente | 4955             | 10,21           | Portela            | 1266               | 4,70               |
| Termas de São Vicente | 4955             | 10,21           | Paredes            | 1258               | 1,10               |

## Infraestruturas
A freguesia dispõe de varias infraestruturas:
• Centro de Saúde das Termas de S.Vicente
• Posto da GNR das Termas de S.Vicente
• Correios CTT
• Escolas (pré-escolar ao 12º ano)
• Equipamentos desportivos (modalidade principal: futebol)
• Casa mortuária
• Centro Social (em construção)
• Junta de Freguesia
• Fábricas (sobretudo têxtil, produtos pirotécnicos, madeira, extração mineral entre outros)
• Comércio Diverso
• Equipamentos hoteleiros 
• Comércio Diverso
• Equipamentos médicos (centro de saúde, clínicas privadas, farmácias)
• Comércio Diverso

## Tradições
Festas e Romarias: São Vicente (22 de janeiro); Santo António (13 de junho ou no domingo mais próximo); S.Miguel Arcanjo (setembro), Sra. das Neves (5 de agosto), S.Paio (junho). 

## Pontos de Interesse

### Termas
As Termas de São Vicente são a principal atração turística da freguesia, tendo até dado o nome à mesma, e também do próprio Município de Penafiel.
Já nas mais antigas civilizações, as águas da Termas de São Vicente sempre tiveram uma mais valia na qualidade das suas águas, descobertas pelos Romanos, no ano 315, e mantêm até hoje intactas a qualidade da água e também do balneário Luso-Romano.
Com a recente remodelação e também ampliação do balneário termal, foi construída uma piscina dinâmica termal, onde se pode usufruir nesta piscina de vários tratamentos: jacuzzi, cascatas, contra-correntes, cama e banco de aerobanho, hidromassagem sequencial, corredor de marcha, jet stream, pescoço de cisne e leque, etc...
As Termas de São Vicente têm dos melhores equipamentos para tratamentos no ORL, nomeadamente, aerossol ultrassónico e monossónico, irrigação nasal, pulverização, nebulização, inalação nasal e bucal, etc...
Foram construídas duas salas vip´s com banheiras diferentes na grandeza, para banhos de água termal, a dois, beneficiando a mente, com um controlo de luzes em tecto estrelado, havendo massagens com pedras quentes, vinhoterapia, anti-stress, anti-celulite, massagem oriental, especial romance a dois, chromoterm com envolvência, massagem com óleo de vinho e óleo de chocolate, massagem com óleos essenciais, duche de vichy geral e hidratante, banho de aromaterapia e duche de agulheta/cachão e circular, etc...
Beneficiando ainda do Palace Hotel & Spa, renovado e ampliado e inserido no majestoso Parque das Termas de São Vicente, os utentes podem beneficiar do acesso directo do Hotel ao Balneário Termal e ao Spa Termal, sem ter que vir pelo exterior. 
O grande elemento diferenciador das Termas de São Vicente é a característica e qualidade da sua água, sendo uma das mais sulfúreas sódicas, fortes, hipomineralizadas, carbonadas sódicas (alcalinas) silicatadas, e fluoretadas da Europa.
São tidas como as mais alcalinas entre as águas sulfúreas de Portugal e da Europa. A sua temperatura é de 18,5ºC.
Indicações: Afeções das vias respiratórias e do aparelho musculo-esquelético.

### Ruínas e piscinas exteriores municipais
Mesmo ao lado das Termas de São Vicente podemos encontrar o balneário romano das Termas de São Vicente, classificado como monumento de interesse público. 
Adjacente ao parque termal podemos encontrar as piscinas exteriores municipais, abertas a todo o público.

### Outros locais de Interesse
• Igreja Paroquial
• Capela de S.Salvador
• Capela de Santo António
• Quinta das Quintas
• Quinta de Outeiro de Velhas
• Casa de Nogal 
• Casa Libaninha
• Igreja de Paredes